# Liste des cathédrales de Biélorussie
Cet article recense les cathédrales de Biélorussie.

## Minsk
- Cathédrale du Saint-Esprit, orthodoxe
- Cathédrale Sainte-Marie, catholique

## Voblast de Brest
- Cathédrale Alexandre-Nevski de Kobryn
- Cathédrale de la Résurrection de Brest
- Cathédrale Saint-Siméon de Brest
- Cathédrale de l'Assomption-de-Marie de Pinsk

## Voblast de Homiel
- Cathédrale Pierre-et-Paul d’Homiel

## Voblast de Hrodna
- Cathédrale Saint-François-Xavier de Hrodna
- Cathédrale Saint-Michel de Lida

## Voblast de Mahiliow
- Cathédrale Saint-Nicolas de Babrouïsk

## Voblast de Minsk
- Cathédrale de la Résurrection de Baryssaw

## Voblast de Vitsebsk
- Cathédrale Sainte-Sophie de Polotsk